# 놀라움
놀라움은 어떠한 생물이 기대하지 않던 일을 겪게 될 때 느끼는 감정이다. 놀라움의 정도가 지나치면 충격에 빠지게 된다. 놀라움은 기대와 현실 간의 차이를 나타내며 세상 사건에 관한 우리의 추정과 기대 사이의 틈이자 그러한 사건들이 실제로 발생되는 방식이다. 이러한 틈은 새로운 발견에 기반한 중요한 토대로 인식되는데, 놀라움은 사람들이 자신의 무지를 깨닫게 만들 수 있기 때문이다. 무지의 인식은 다시 말해 새로운 지식으로의 창구를 의미할 수 있다.

## 생리적 반응
놀라움의 생리적 반응은 놀람 반응의 범주에 속한다. 놀람이나 놀람 반응의 주요 기능은 진행 중인 행동을 중단하고 새롭고 중요한 사건에 주의를 집중시키는 것이다. 새로운 자극에 자동으로 초점이 바뀌고, 이는 잠시 동안 근육, 특히 목 근육에 긴장을 유발한다. 연구에 따르면 이 반응은 매우 빠르게 발생하며 정보(이 경우 큰 소음)가 3~8ms 이내에 뇌교에 도달하고 전체 깜짝 반사가 2/10초 이내에 발생하는 것으로 나타났다.
놀라움 반응이 놀라움을 통해 강력하게 유발되면 투쟁-도피 반응이 나타나게 된다. 이는 인지된 유해한 사건, 공격 또는 생존에 대한 위협으로 에너지를 증가시키기 위한 수단으로 아드레날린이 방출되는 것이다. 이 반응은 일반적으로 놀라움이라는 측면에서 부정적인 가치를 갖는다.
놀라움에는 무언가를 새롭고 예상치 못한 것으로 평가하는 하나의 핵심 평가가 있지만 새로운 평가는 놀라움의 경험을 다른 경험으로 바꿀 수 있다. 사건을 새로운 것으로 평가하는 것은 놀라움을 예측하지만, 대처 메커니즘의 평가는 놀라움을 넘어 혼란이나 관심과 같은 반응을 예측한다.

## 같이 보기
- 폴 에크만
- 흥미